# توخلینو
توخلینو (به لاتین: Tuchlino) یک منطقهٔ مسکونی در لهستان است که در Gmina Sierakowice واقع شده‌است.

## خصوصیات
توخلینو ۵۴۰ نفر جمعیت دارد.